# Gabriel Aubry
Gabriel Aubry (Montréal, 30 agosto 1976) è un supermodello canadese.

## Carriera
Gabriel Aubry inizia la propria carriera nel mondo della moda nel 1997 quando viene notato da uno stilista in un night club. Il suo primo lavoro avviene però soltanto nel 2000 quando viene scelto come protagonista della campagna pubblicitaria della DKNY.
In seguito Aubry ha lavorato per Tommy Hilfiger, Gianni Versace, Calvin Klein, Valentino, Trussardi, Nautica, Exte, Joop, Massimo Dutti e Next. In seguito alla popolarità ottenuta grazie alla sua apparizione nella campagna pubblicitaria di Hugo Boss, viene definito Supermodel, in quanto uno dei modelli maggiormente pagati al mondo.
Nei primi periodi del 2008 prende parte a una campagna pubblicitaria di Calvin Klein, insieme a Mariah Carey, Martha Stewart, Donald Trump e Carlos Santana. Inoltre è stato l'unico uomo ad apparire sulla copertina di L'Uomo Vogue, comparendo contemporaneamente anche in quattro diverse campagne pubblicitarie nello stesso numero. Il sito internet Models.com ha nominato Aubrey alla seconda posizione della classifica Icon Men (Uomo icona).

## Vita privata
Il 16 marzo 2008 diventa padre di Nahla Ariela Aubry, avuta dall'attrice statunitense Halle Berry.

## Agenzie
- Beatrice International Models Agency - Milano
- I LOVE Models Management - Milano
- Wilhelmina Models - Los Angeles, New York